# سوشنگا
سوشنگا (به لهستانی:  Sośnia) یک روستا در لهستان است که در گمینا راجووو واقع شده‌است.